# Santander (Comarca)
Die Comarca Santander ist eine der 10 Comarcas in der autonomen Gemeinschaft Kantabrien. Sie wurde, wie alle Comarcas in der Autonomen Gemeinschaft Kantabrien, mit Wirkung zum 28. April 1999 eingerichtet.
Die Comarca umfasst acht Gemeinden auf einer Fläche von 262,95 km² mit dem Hauptort Santander.

## Gemeinden
| Gemeinde             | Einwohner (2024) | Fläche km² | Dichte Einw./km² | Cod INE | Postleitzahl |
| -------------------- | ---------------- | ---------- | ---------------- | ------- | ------------ |
| El Astillero         | 18.467           | 6,83       | 2.704            | 39008   | 39610        |
| Camargo              | 30.422           | 36,58      | 832              | 39016   | 39609        |
| Miengo               | 5.221            | 24,50      | 213              | 39044   | 39310        |
| Penagos              | 2.254            | 31,67      | 71               | 39048   | 39627        |
| Piélagos             | 26.783           | 83,33      | 321              | 39052   | 39470        |
| Santa Cruz de Bezana | 13.832           | 17,26      | 801              | 39073   | 39100, 39108 |
| Santander            | 174.101          | 34,76      | 5.009            | 39075   | 39001–39012  |
| Villaescusa          | 3.953            | 28,02      | 141              | 39099   | 39690        |
| Comarca Santander    | 275.033          | 262,95     | 1.046            | –       | –            |